# Bonwill-Dreieck

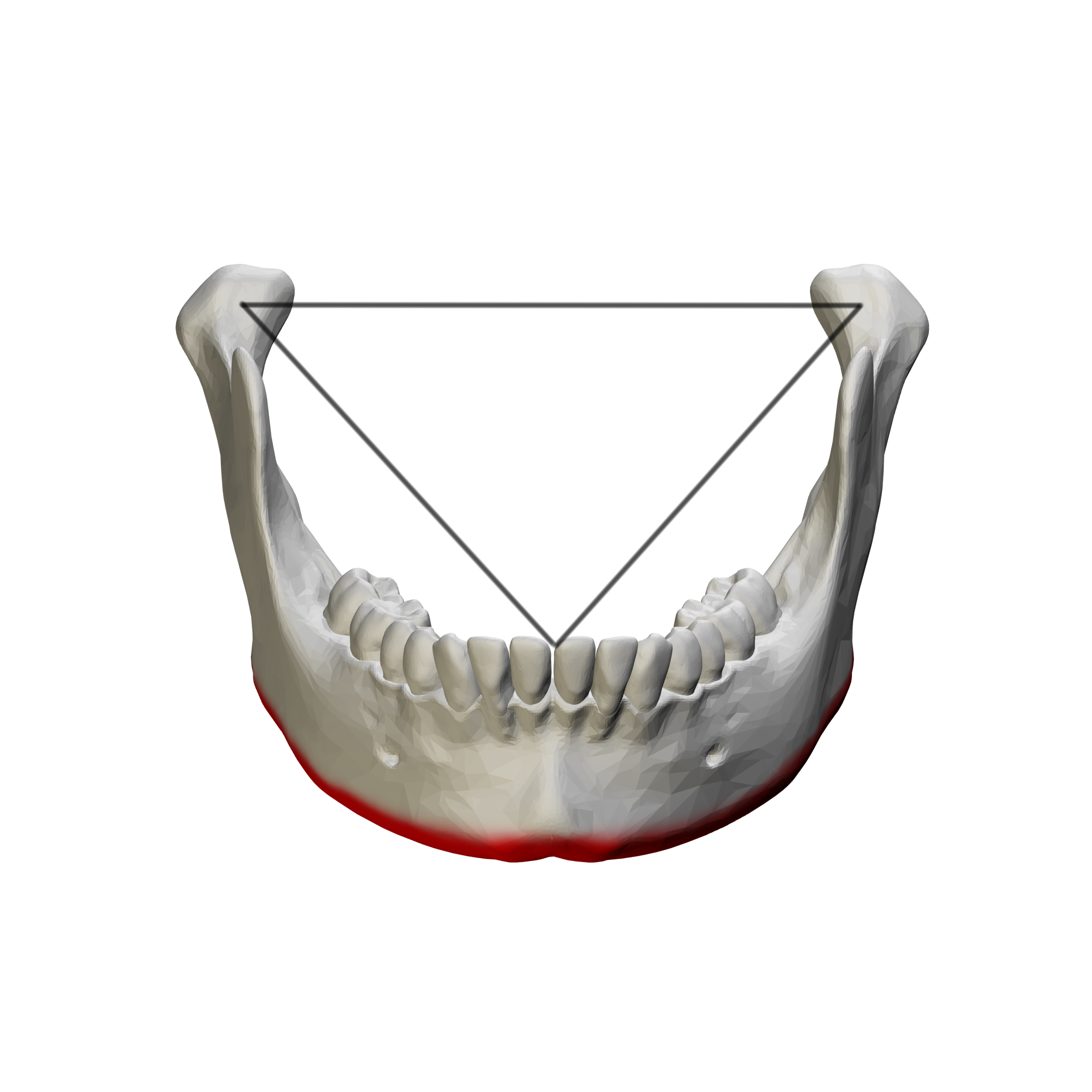
Bonwill-Dreieick

Unter dem Bonwill-Dreieck (auch: Bonwillsches Dreieck) versteht man in der Zahnmedizin ein gedachtes Dreieck, dessen Eckpunkte der Unterkiefer-Inzisalpunkt (Kontaktpunkt der unteren mittleren Schneidezähne 31 und 41) und die Mittelpunkte der beiden Unterkieferkondylen bilden. Dieses Dreieck ist normalerweise gleichseitig und seine Seitenlänge beträgt durchschnittlich etwa 10,5 cm. Zwischen dem Bonwill-Dreieck und der Kauebene befindet sich der Balkwill-Winkel. Er beträgt ca. 20–25°.
Das Bonwill-Dreieck wurde nach dem Mediziner William Gibson Arlington Bonwill (1833–1899) benannt. 1873 wurde er für seine Arbeiten am Franklin Institute of Philadelphia ausgezeichnet. 

## Verwendung
Das Bonwill-Dreieck ist eines der Konstruktionsmerkmale von Mittelwert-Artikulatoren. Zur Ermittlung des individuellen Bonwill-Dreieckes eines Patienten wird ein Gesichtsbogen verwendet.